# Araucariaceae
Famille
Classification phylogénétique
La famille des Araucariaceae (Araucariacées) regroupe des plantes gymnospermes, et font partie de l'embranchement des Pinophyta (pinophytes, ou conifères) ; elle compte 32 espèces réparties en 3 genres :
- Agathis Salisb.
- Araucaria Juss.
- Wollemia W. G. Jones et al., dont l'unique espèce est le pin de Wollemi découvert en 1994 en Australie.

Ce sont des arbres ou des arbustes de grande taille des régions tempérées et tropicales, à feuilles persistantes en écailles, originaires d'Australie, de Nouvelle-Calédonie, de Nouvelle-Zélande, de Nouvelle-Guinée ou d'Amérique du Sud.
Il s'agit d'une famille très ancienne dont on trouve dans les parcs et les jardins d'Europe un représentant importé : l'Araucaria araucana, beau pin des régions abritées.

## Étymologie
Le nom vient du genre Araucaria, dérivé de Araucania, une région habitée par le peuple Mapuche (ou espagnol : Araucana), aujourd'hui au Chili, où l'Araucaria araucana est indigène.